# Strysza Góra
Strysza Góra (kaszb. Strëszò Góra) – część wsi Miechucino w Polsce, położona w województwie pomorskim, w powiecie kartuskim, w gminie Chmielno, na obszarze Pojezierza Kaszubskiego i znajduje się na terenie Kaszubskiego Parku Krajobrazowego. Wchodzi w skład sołectwa Miechucino.
W latach 1975–1998 Strysza Góra administracyjnie należała do województwa gdańskiego.
Na północ od Stryszej Góry zaczyna się kompleks Lasów Mirachowskich z rezerwatami przyrody Leśnym Oczkiem i Staniszewskim Błotem.